# National Reconnaissance Office
Le National Reconnaissance Office (NRO) est l'une des 18 agences de renseignement des États-Unis. Elle crée, construit et pilote les nombreux satellites espions du gouvernement américain. De plus, elle coordonne la récupération et l'analyse des informations des engins espions des services militaires et de la Central Intelligence Agency. Le NRO, qui fait partie du département de la Défense, reçoit ses fonds du National Reconnaissance Program.
Le NRO travaille en étroite collaboration avec les autres agences de l'information et de l'espace, ce qui inclut la National Security Agency, la National Geospatial-Intelligence Agency, la Central Intelligence Agency, la Defense Intelligence Agency et plusieurs autres organisations. Le NRO est responsable de l'opération de nombreuses stations sur le sol qui collectent l'information prise par les satellites, pour ensuite la redistribuer.

## Histoire
Le NRO a été établi en 1960, pour mettre en place le programme révolutionnaire de satellites-espions des États-Unis. Le projet de l'agence fut approuvé par le président du moment, Dwight D. Eisenhower en février 1958 après que l'Union soviétique eut envoyé avec succès le satellite orbital Spoutnik. Le besoin de l'agence devint plus urgent quand Gary Powers fut attaqué dans son avion de reconnaissance, le Lockheed U-2, le 1er mai 1960.
Le premier programme de satellite espion par imagerie du NRO était le Corona. Le programme Corona, dont l'existence a été déclassifiée le 24 février 1995, a été en opérations du mois d'août 1960 à mai 1972, même si le premier test ne fut effectué que le 28 février 1959. Le système à la base du programme était simple; les satellites prenaient des clichés d'un endroit prédéfini, et laissaient tomber les capsules de films qui étaient rattrapées en plein vol par des avions militaires. La première véritable réussite de cette technique eut lieu le 12 août 1960, et les premières images furent observées 6 jours plus tard. Chaque cliché représentait une zone d'approximativement 16 par 190 kilomètres. La dernière mission du programme Corona, la 145e, fut lancée le 25 mai 1972, et les dernières images furent prises le 31 mai de la même année.
Du mois de mai 1962 à août 1964, le NRO lança 12 missions dans le but de cartographier le monde, dans le cadre du programme Argon. À la fin du programme, seulement 7 missions connurent un succès.
La première mention publique de la NRO a lieu lors de la parution d'un article du New York Times le 22 janvier 1971.
Toutes les missions du NRO qui se sont déroulées après les années 1972 sont toujours classifiées, et donc les détails les concernant sont toujours inconnus du public.
Le 18 septembre 1992, l'existence du NRO fut déclassifié par le député secrétaire de la défense[réf. souhaitée], suivant le conseil du directeur de la CIA du moment.
Un article du Washington Post, paru en septembre 1995, rapporta que le NRO avait mis de côté plus de 1 à 1,7 milliard de dollars de leur budget au fil des années, sans en informer la CIA, le Pentagone ou le Congrès. Le tout a été découvert à cause d'une enquête déjà en cours de la CIA sur une autre affaire concernant le NRO, qui aurait frauduleusement dépensé plus de 300 millions pour des nouveaux locaux l'année d'avant. La présence de ces locaux classifiés avait été révélé par la Federation of American Scientists qui avait obtenu des copies non classifiées des plans du bâtiment.
En 1999, le NRO a embarqué dans un projet conjoint avec Boeing nommé Future Imagery Architecture pour créer une nouvelle génération de satellite espion.
Le NRO fut la seule agence de la Communauté du renseignement des États-Unis à avoir un bug lors du passage informatique à l'an 2000. Pendant plusieurs heures, les informations d'un système de renseignement satellitaire ne purent être traitées. Le satellite était toujours sous contrôle, le problème étant localisé dans la station de traitement des données au sol.

## Organisation
Le NRO fait partie du département de la Défense. Le directeur du NRO est toujours choisi par le secrétaire de la Défense avec le consentement du directeur du National Intelligence, sans l'accord du Congrès. Traditionnellement, le poste était donné soit au secrétaire de l'Air Force, ou à l'assistant secrétaire de l'Air Force espace, mais avec l'élection de Donald Kerr en juillet 2005, le poste est indépendant.

## Satellites

### Satellites de reconnaissanceoptique
- Série KeyHole

1. KH-1, KH-2, KH-3, KH-4, KH-4A, KH-4B - Corona (1959-1972)
2. KH-5 - Argon (1961-1962)
3. KH-6 - Lanyard (1963)
4. KH-7 - Gambit (1963-1967)
5. KH-8 - Gambit (1966-1984)
6. KH-9 - Hexagon et Big Bird (1971-1986)
7. KH-10 - Dorian (annulé)
8. KH-11 - Crystal et Kennan (1976-1988)
9. KH-12 - Ikon et Improved Crystal (1990-????)
10. KH-13 - Inconnu (1999-????)

- Misty (satellite) (1990-1999)

### Satellites de reconnaissanceradar
- Lacros/Onyx (1988-????)

### Satellites derenseignement d'origine électromagnétique(SIGINT)
- Samos (1960-1962)
- Poppy (1962-1971)

Les satellites de renseignement d'origine électromagnétique (SIGINT en anglais) constituent, avec les satellites d'imagerie, les deux piliers du segment spatial du renseignement militaire moderne. Les instruments / satellites utilisés pour recueillir ces données sont spécialisées en fonction des sources du signal électromagnétique intercepté. On distingue ainsi l'écoute des liaisons phoniques (COMINT pour COMmunication INTelligence), celle des transmissions de données (ELINT pour ELectronic INTelligence), celle des télémesures des missiles balistiques (TELINT pour TELemetry INTelligence) et celle des signaux émis par les radars de la défense (RADINT pour RADar INTelligence). L'importante croissante des télécommunications militaires par satellite a contribué à accroitre l'intérêt des satellites ELINT. La première série significative de satellites de ce type est la famille des Canyon. Placés sur une orbite géosynchrone à très haute altitude (40 000 km), ils interceptent les communications émises en microondes et VHF et permettent par triangulation de déterminer la source de ces émissions radio. Quatre satellites de la série Rhyolite, rebaptisée par la suite Aquacade, sont lancés entre 1970 et 1978 sur une orbite géostationnaire et jouent un rôle complémentaire : ils collectent les signaux émis par les missiles balistiques soviétiques et chinois ainsi que par leurs véhicules de rentrée et interceptent les émissions radio soviétiques émises en micro-ondes. Pour étendre la surveillance aux latitudes les plus septentrionales mal couvertes par les satellites en orbite géostationnaire, les États-Unis déploient la série des Jumpseat entre 1971 et 1983. Une demi douzaine de ces satellites circulent sur une orbite de Molnia qui leur permet de survoler l'hémisphère nord durant la plus grande partie de leur orbite.
Les satellites Canyon sont remplacés par la série des Chalet renommés par la suite Vortex dont 6 exemplaires sont placés sur une orbite géosynchrone entre 1978 et 1989. Cette série, qui se caractérise par une antenne réceptrice de 38 mètres de diamètre, eut une durée de vie particulièrement longue : l'un d'entre eux est resté opérationnel durant 25 ans. Deux satellites Mercury sont placés en orbite géostationnaire en 1994 et 1996 et sont chargés d'intercepter les télécommunications de niveau stratégique ainsi que les télémesures envoyées par les missiles balistiques. La série des Orion dont le premier exemplaire est lancé en 1985 est toujours active en 2017. Elle est équipée d'une antenne circulaire de 100 à 150 mètres de diamètre et les satellites sont placés en orbite géostationnaire. Les deux premiers exemplaires, nommés initialement Magnum, sont placés en orbite par la navette spatiale américaine en 1985 et 1989. Une deuxième sous-série, souvent désignée sous l'appellation Advanced Orion ou Mentor et comprenant deux exemplaires, sont lancés entre 1995 et 1998 par une fusée Titan-4. Une troisième sous-série comprenant trois exemplaires est lancée entre 2003 et 2010. Les deux premiers exemplaires de la quatrième génération ont été lancés en 2012 et 2016. Ces séries sont complétées par les deux satellites du programme Nemesis lancés en 2009 et 2014 et placés en orbite géostationnaire ainsi que par le satellite SHARP dont un unique exemplaire a été placé en orbite en 2014. Les satellites Jumpseat circulant sur une orbite de Molnia sont remplacés dans les années 1990 par une série de trois Trumpet. Depuis deux autres sous-séries ont été déployées. Deux Trumpet Follow On embarquant un système d'alerte avancé SBIRS-HEO-1 ainsi qu'une charge utile scientifique ou technologique sont lancés en 2006 et 2008. Deux Trumpet Follow On 2 sont lancés à leur tour en 2014 et 2017
| Série | Dates de lancement | Lanceur                     | Nombre d'exemplaires | Masse          | Constructeur                            | Orbite                                         | Caractéristiques                             | Objectifs¹              | Remarques                                     |
| --- | ------------------ | --------------------------- | -------------------- | -------------- | --------------------------------------- | ---------------------------------------------- | -------------------------------------------- | ----------------------- | --------------------------------------------- |
| Canyon | 1968-1977          | Atlas/Agena                 | 7                    | ?              | Lockheed                                | Orbite géosynchrone 30200 km × 40800 km, 9.00° | Antenne circulaire de 10 mètres de diamètre  | COMINT                  |                                               |
| Aquacade/Rhyolite | 1970-1978          | Atlas/Agena                 | 4                    | 700 kg         | TRW                                     | Orbite géostationnaire                         | Antenne circulaire de 20 mètres de diamètre  | FISINT, ELINT, COMINT   |                                               |
| Jumpseat | 1971-1983          | Titan-3/Agena D             | 7                    | 700 kg         | Hughes Aircraft                         | Orbite de Molnia                               | Antenne circulaire de 20 mètres de diamètre  | ELINT                   | Lancements : 1 échec total et 1 échec partiel |
| Chalet | 1978-1989          | Titan-3                     | 7                    | 932 kg         | E-Systems ?                             | Orbite géosynchrone                            | Antenne circulaire de 38 mètres de diamètre  | COMINT, ELINT           | Lancements : 1 échec total                    |
| Mercury | 1994-1998          | Titan-4/Centaur             | 3                    | ?              | ?                                       | Orbite géostationnaire                         | Antenne circulaire de grande taille          | COMINT, ELINT           | Lancements : 1 échec total                    |
| Orion/Magnum | 1985-1989          | Navette spatiale américaine | 2                    | 2 200-2 700 kg | TRW                                     | Orbite géostationnaire                         | Antenne circulaire de 100 mètres de diamètre | COMINT, ELINT           |                                               |
| Advanced Orion/Mentor | 1995-1998          | Titan-4/Centaur             | 2                    | ?              | TRW                                     | Orbite géostationnaire                         | Antenne circulaire de grand diamètre         | COMINT, ELINT           |                                               |
| Advanced Orion/Mentor/Rio | 2003-2016          | Titan puis Delta IV-H       | 5                    | ?              | TRW ⇒ Northrop Grumman Space Technology | Orbite géostationnaire                         | Antenne circulaire de grand diamètre         | COMINT, ELINT           |                                               |
| Nemesis | 2009-2014          | Atlas V-401                 | 2                    | ?              | Lockheed Martin                         | Orbite géostationnaire                         |                                              | COMINT                  |                                               |
| SHARP | 2014               | Atlas V-541                 | 1                    | 3 400-3 800 kg | Lockheed Martin                         | Orbite géostationnaire                         | 1 antenne circulaire de grand diamètre       | SIGINT, ELINT, COMINT ? |                                               |
| Trumpet | 1994-1997          | Titan-4/Centaur             | 3                    | 6 000 kg       | Boeing ?                                | Orbite de Molnia                               | 1 antenne circulaire de grand diamètre       | SIGINT                  |                                               |
| Trumpet Follow On | 2006-2008          | Delta IV-M et Atlas V 411   | 2                    | 3 900-4 500 kg | Boeing ?                                | Orbite de Molnia                               | 1 antenne circulaire de grand diamètre       | SIGINT, alerte avancée  |                                               |
| Trumpet Follow On 2 | 2014-2017          | Atlas V 541                 | 2                    | ?              | ?                                       | Orbite de Molnia                               | 1 antenne circulaire de grand diamètre       | SIGINT, alerte avancée  |                                               |
| ¹ Interception des liaisons phoniques (COMINT), des transmissions de données (ELINT), des télémesures des missiles balistiques (TELINT) et des signaux émis par les radars de la défense (RADINT) |                    |                             |                      |                |                                         |                                                |                                              |                         |                                               |

### Satellites de télécommunications
- Quasar

## Littérature
- Dans le film Mammouth, la résurrection, leur juridiction est "la Terre", ce sont les hommes en noir.
- Le NRO tient une place importante dans le roman de Dan Brown : Deception Point., ainsi que dans la série Op-center écrite par Tom Clancy et Steve Pieczenik.